# Colombier-le-Cardinal
Colombier-le-Cardinal è un comune francese di 272 abitanti situato nel dipartimento dell'Ardèche della regione dell'Alvernia-Rodano-Alpi.

## Società

### Evoluzione demografica
Abitanti censiti